# Hồ Nội

Vị trí tại Cao Hùng

Hồ Nội (tiếng Trung: 湖內區; bính âm: Húnèi Qū) là một khu (quận) của thành phố Cao Hùng, Trung Hoa Dân Quốc (Đài Loan). Đây là một quận nông thôn và có quan hệ gần gũi hơn với Đài Nam do khoảng cách từ quận đến khu vực đô thị của Đài Nam gần hơn là tới trung tâm đô thị của Cao Hùng. Diện tích của Hồ Nội là 20,1615 km², dân số vào tháng 8 năm 2011 là 28.769 người thuộc 9.680 hộ gia đình, mật độ cư trú đạt 1426,9 người/km².